# 왁킹
왁킹(Waacking)은 1970년대 디스코 유행동안 로스앤젤레스의 게이 클럽에서 만들어진 클럽댄스의 한 형태이다. 왁킹 스타일은 일반적으로 70년대 디스코 음악에 최적화되어 있으며, 주로 회전하는 팔 동작과 포즈, 풍부한 표현력에 중점을 둔다는 점 등이 다른 장르와 구별되는 특징이다.

## 역사
1970년대 초 펑킹(punking)으로 알려진 댄스 스타일이 등장하였는데, 당시 펑크(punk)는 게이 남성을 비하하는 용어였다. "웨크"(whack)라는 용어는 팔을 머리 위로 리듬감 있게 움직이는 양식을 포함한 펑킹 스타일 내의 특정한 움직임을 말하였다. 펑킹을 추는 클럽 공동체의 범주가 넓어졌지만 이들은 춤에 부정적인 함축이 붙는 것을 원치 않았고, 장르의 이름을 "왁킨"(waackin)으로 바꾸게 되었다. 이후 제프리 대니얼이 "g"를 붙여 이 춤을 "왁킹"(waacking)이라고 부르게 되었고, 오늘날까지 춤의 이름으로 널리 알려지게 되었다. 댄스 스타일을 지칭할 때 가끔 "Whacking", "Wacking"이라는 표기를 사용하기도 한다.
왁킹을 시작한 사람들은 언더그라운드에서 춤을 췄고 댄스 플로어에 더욱 활기찬 분위기를 연출하기 위해 속도를 올리는 경우가 많은 디스코 음악을 가져왔다고 말한다. 주로 언더그라운드 신에만 머무르던 왁킹 스타일은, 미국의 음악 댄스 텔레비전 프로그램인 《소울 트레인》에서 타이론 프록터 등의 댄서들이 이 춤을 소개하며 대중화되었으며, 로스앤젤레스 기반의 왁킹 댄스 그룹 아우트레이저스 왁킹 댄서의 탄생에도 영향을 끼쳤다. 2011년에는 미국의 TV 시리즈 《유 캔 댄스》에서 쿠마리 수라즈가 왁킹 안무를 루틴으로 선보이며 왁킹이 다시금 새로운 주목을 받게 되었다. 점차 시간이 흐르며 왁킹은 하나의 댄스 스타일로 인정을 받았으며, 사우스캐롤라이나 대학교 연극무용학과 등의 무용 교육 과정에 정식으로 포함되기도 하였다.

## 영향
20세기 후반부터 등장한 다른 많은 스트리트댄스 스타일과 마찬가지로, 왁킹은 재즈와 체조, 무술과 같은 다른 형태의 움직임과 춤에서 다양한 영향을 받았다. 락킹 댄스 스타일과의 시각적 유사성은 두 스타일이 모두 같은 시기의 로스앤젤레스 클럽 신에서 만들어진 것에 기인한다. 주요한 차이점은 이 두 춤을 만든 공동체에 있는데, 락킹이 넓은 범주의 클럽 공동체에서 만들어졌다면, 왁킹은 이보다 좁은 범주의 게이 클럽으로 대표되는 성소수자 클럽 공동체의 흑인계와 라틴계 동성애자를 중심으로 만들어졌다. 더 나아가 두 스타일의 음악도 다른데, 락킹이 주로 펑크에 맞추어 춤을 추는 반면 왁킹은 디스코 음악을 사용한다.
왁킹에 큰 영향을 미친 또 다른 요소로 할리우드를 들 수 있는데, 댄서들은 로런 버콜, 마를레네 디트리히, 베티 데이비스, 제임스 딘과 같은 영화배우에게서 스타일적인 영감을 받았다. 이러한 영감은 왁킹의 동작과 포즈뿐만 아니라 의상이나 표정 등 다른 양상에서도 나타난다.

## 같이 보기
- 락킹